# Hemidictyum marginatum
Hemidictyum marginatum (L.) C.Presl è una pianta appartenente all'ordine Polypodiales. È l'unica specie nota del genere Hemidictyum C.Presl e della famiglia Hemidictyaceae Christenh. & H.Schneid..

## Descrizione
H. marginatum è una felce con un rizoma eretto e spesso, coperto da scaglie marroni. Le fronde, monomorfe e pennate, raggiungono lunghezze fino a 3 m.
Il rizoma è lungo fino a 4 cm, largo 1 mm, con un aspetto legnoso e spessore fino a 15 mm. Le sue estremità sono ricoperte da scaglie bruno-lanceolate, specialmente alla base del picciolo.
I piccioli delle fronde sono robusti, larghi fino a 2 cm e lunghi la metà della lamina.
Le foglie sono oblunghe, lunghe 1-2 metri e larghe fino a 1 metro, con un aspetto verde brillante, consistenza erbacea e fragili quando essiccate. Le foglioline sono numerose, opposte o subopposte, lunghe 25–55 cm e larghe 6–12 cm, con apici acuminati e basi cordate e avvolgenti. I bordi sono interi e spesso sovrapposti lungo il rachide.
I sori  sono lineari, semplici, situati lungo le venature, e protetti da indusi stretti e interi, che raggiungono una lunghezza di 15–40 mm.

## Distribuzione e habitat
H. marginatum è nativa del Messico (stati di Veracruz, Oaxaca, Chiapas) e dell'America tropicale (Bolivia, Brasile, Colombia, Costa Rica, Cuba, Repubblica Dominicana, Ecuador, Guyana Francese, Guatemala, Haiti, Honduras, Giamaica, Isole Sottovento, Nicaragua, Panama, Perù, Porto Rico, Suriname, Trinidad e Tobago, Venezuela, Isole Sopravento meridionali).